# Ernst Anding
Ernst Emil Ferdinand Anding (Seebergen, 11 de agosto de 1860 – Gotha, 30 de junho de 1945) foi um astrônomo alemão.

## Vida

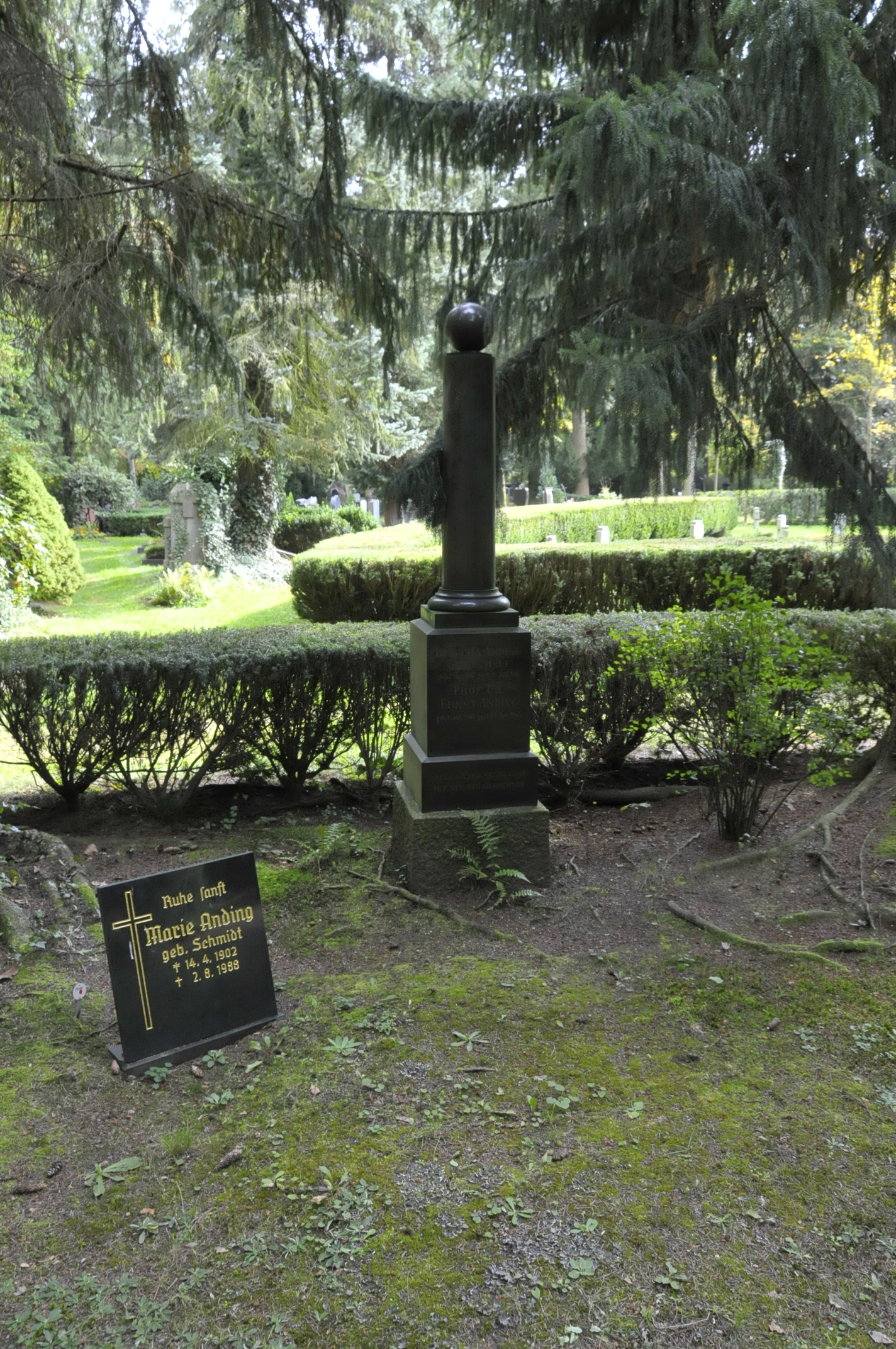
Sepultura da família em Gotha

Foi o primeiro filho do agricultor e carpinteiro Christoph Wilhelm Anding e sua esposa Martha Sibylle, neé Tenner.
Anding frequentou o Gymnasium Ernestinum em Gotha, onde obteve o Abitur. Estudou astronomia em Jena (1881–1883) e na Universidade de Munique (1885–1886), onde obteve um doutorado em 1888, orientado por Hugo von Seeliger, com a tese Photometrische Untersuchungen über die Verfinsterung der Jupitertrabanten. Permaneceu depois em Munique como Privatdozent, onde foi a partir de 1896 observator da Königlich Bayerische Kommission para a medição internacional de graus.
Em 1906 foi chamado para o novo Observatório de Gotha na Jägerstraße 7, que dirigiu até seu fechamento em 1934. Nomeado professor, publicou em Gotha inicialmente resultados de suas medições em Munique. Como astrônomo teórico e prático, publicou considerações teóricas para um sistema inercial e movimentos do sol no espaço, bem como resultados de observação de eclipses das luas de Júpiter e outros. Sua última publicação lidou com a possibilidade de um companheiro massivo de Sirius.
Anding lamentou o declínio do interesse da Fundação Ducal no observatório, que violou assim a vontade do duque Ernesto II. Em 1934 o Observatório de Gotha foi fechado.
Morreu em 30 de junho de 1945, tendo sido o último diretor do Observatório de Gotha. Sua sepultura está localizada no Hauptfriedhof Gotha (Fam.-Pl. 224). Em sua homenagem uma rua leva seu nome em seu lugar de nascimento, Seebergen, a "Prof.-Anding-Straße".